# Hiéroglyphe égyptien D50
Le hiéroglyphe égyptien D50 (doigt vers le haut) est classifié dans la section D « Parties du corps humain » de la liste de Gardiner ; il y est noté D50.

## Représentation
Il représente un doigt humain pointant les étoiles (d'où signification 10 000). Il est translittéré ḏbˁ.

## Utilisation
| D · b | a | D50 |

| D · b | a | D50 |

doigt ({\displaystyle {\frac {1}{28}}} de coudée soit environ 1,86 cm), 10 000 ».
| D50 | D50 |

| D50 | D50 |

| T14 |

| T14 |

## Exemples de mots
| a · q | A | D50 | D50 | Y1 |

| a · q | A | D50 | D50 | Y1 |

| a · q | A | i | i | D50 | D50 | Y1 |

| a · q | A | i | i | D50 | D50 | Y1 |

| a | A · q | i | i | t | D50 | D50 | Y1 |

| a | A · q | i | i | t | D50 | D50 | Y1 |